# Kilija
Kilija (ukránul Кілія; oroszul Килия, románul Chilia (Nouă) ukrán város a Duna-delta vidékén, a román határ közelében.

## Fekvése
Odesszától délnyugatra fekvő település.

## Története

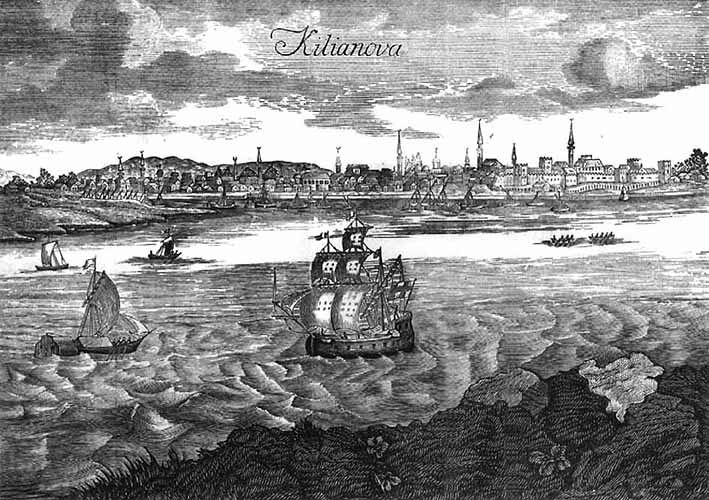
Kilija a 15. században

Kilija fontos kereskedelmi város a Duna-delta vidékén, az északi torkolatnál (Chilia-ág) a Dunán, egy pár km-re a jelenlegi Chilia Veche (Ó-Kilia) falutól, megkülönböztetésként a románul Chilia Nouănak (Új-Kilia) nevezett Kilijától, ami a 14. század végén a bal parton alakult ki.
A 11. század óta Kilija néven bizánci város, melyet 1324-ben említettek először. 1360–1361 között Kilija görög fennhatóság alatt állt. Lakói görögök, örmények, oláhok, tatárok és liguriánsok (genovai kereskedők) voltak.
A város kiindulópontja volt a nagy kereskedelmi útvonalaknak (Magyarország, Moldávia, Lengyelország). Kilija a 15. században Magyarország, a román fejedelmek, Lengyelország és a Porta közötti vita tárgya volt. 1412-ben moldovai ellenőrzés alá került, Luxemburgi Zsigmond azt követően, Kiliját Magyarország részére szerette volna megnyerni, ami 1448-ban Hunyadi Jánosnak sikerült is.
1465-ben Nagy István fejedelem foglalta el a várost, de később visszafoglalták tőle, amellyel a konfliktusok sorozata indult meg Magyarországgal, Havasalföld és az Oszmán Birodalom között. Kiliját a törökök 1476-ban sikertelenül próbálták meghódítani, az csak 1484 július 14-én sikerült nekik.
1790-ben a várost az Ivan Gudovics vezette orosz csapatok hódították meg az Orosz Birodalom számára.

## Galéria

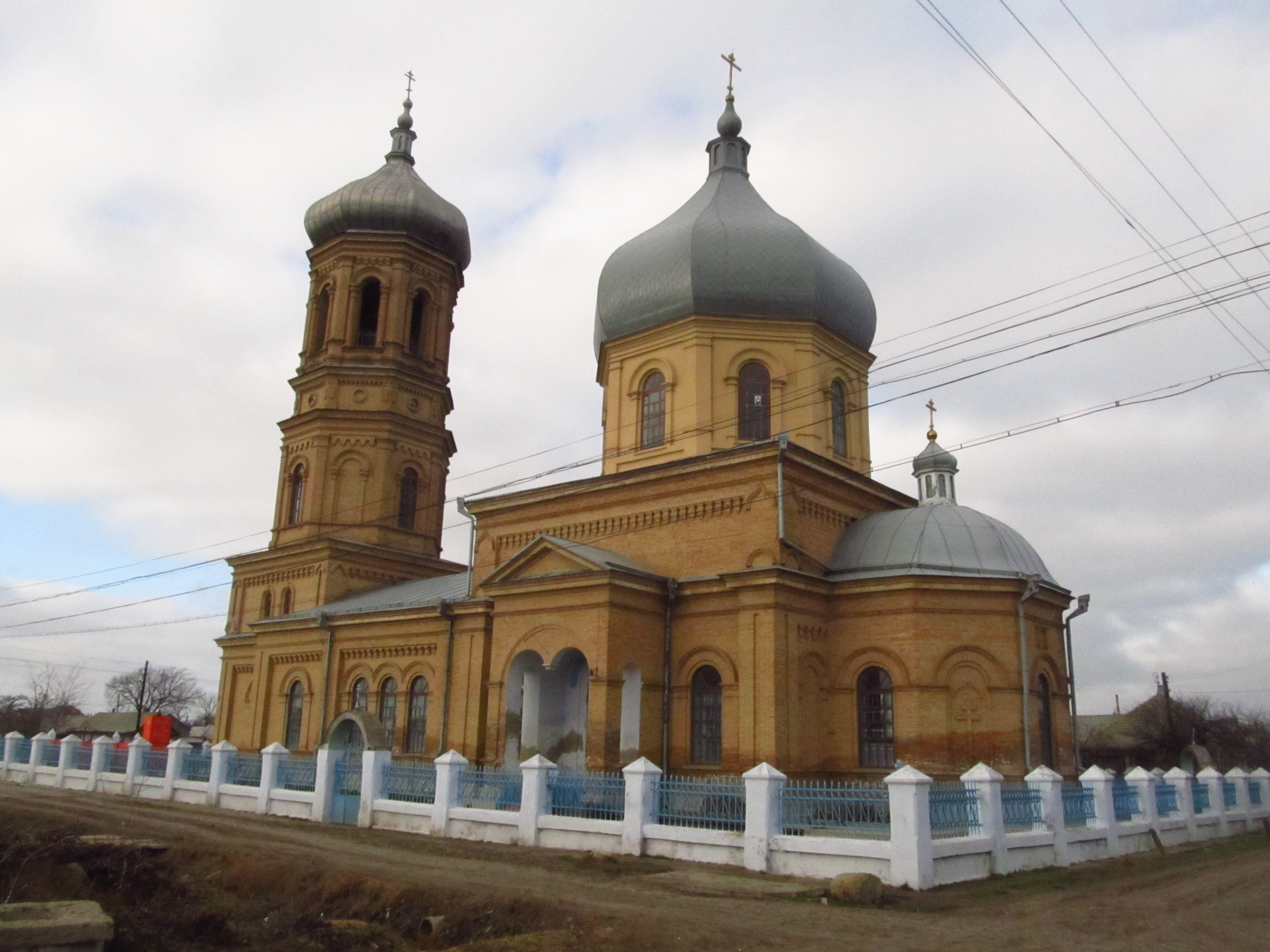
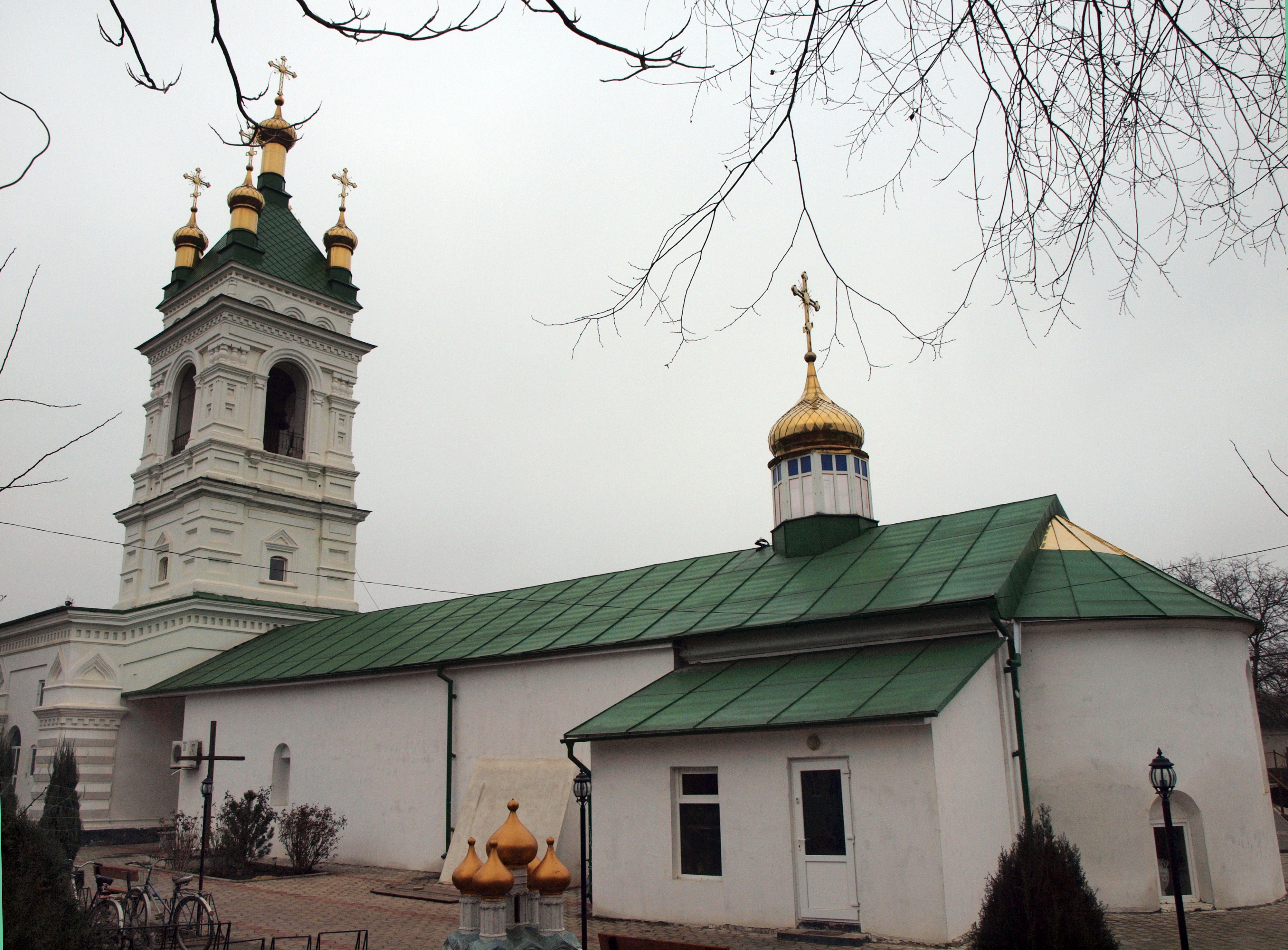
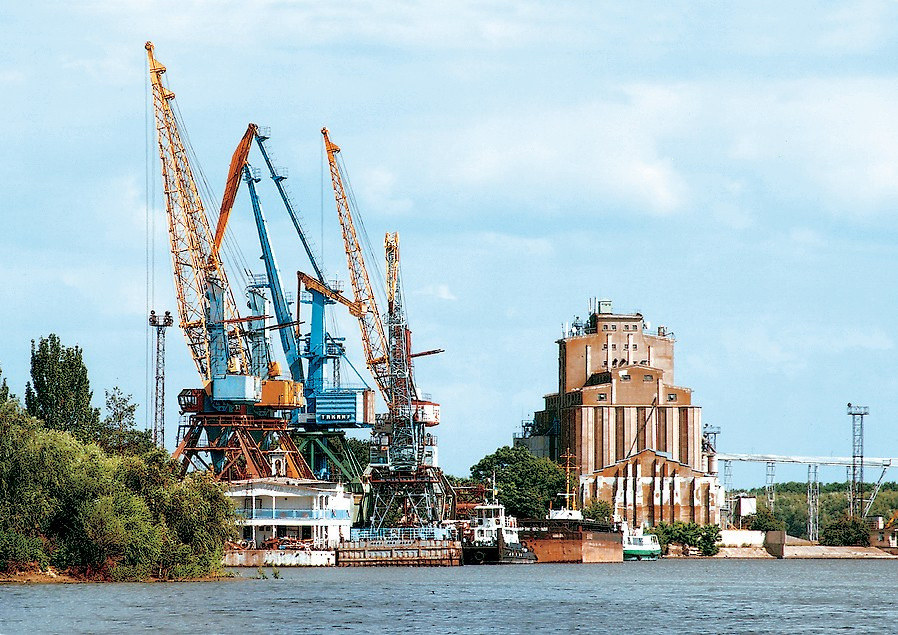
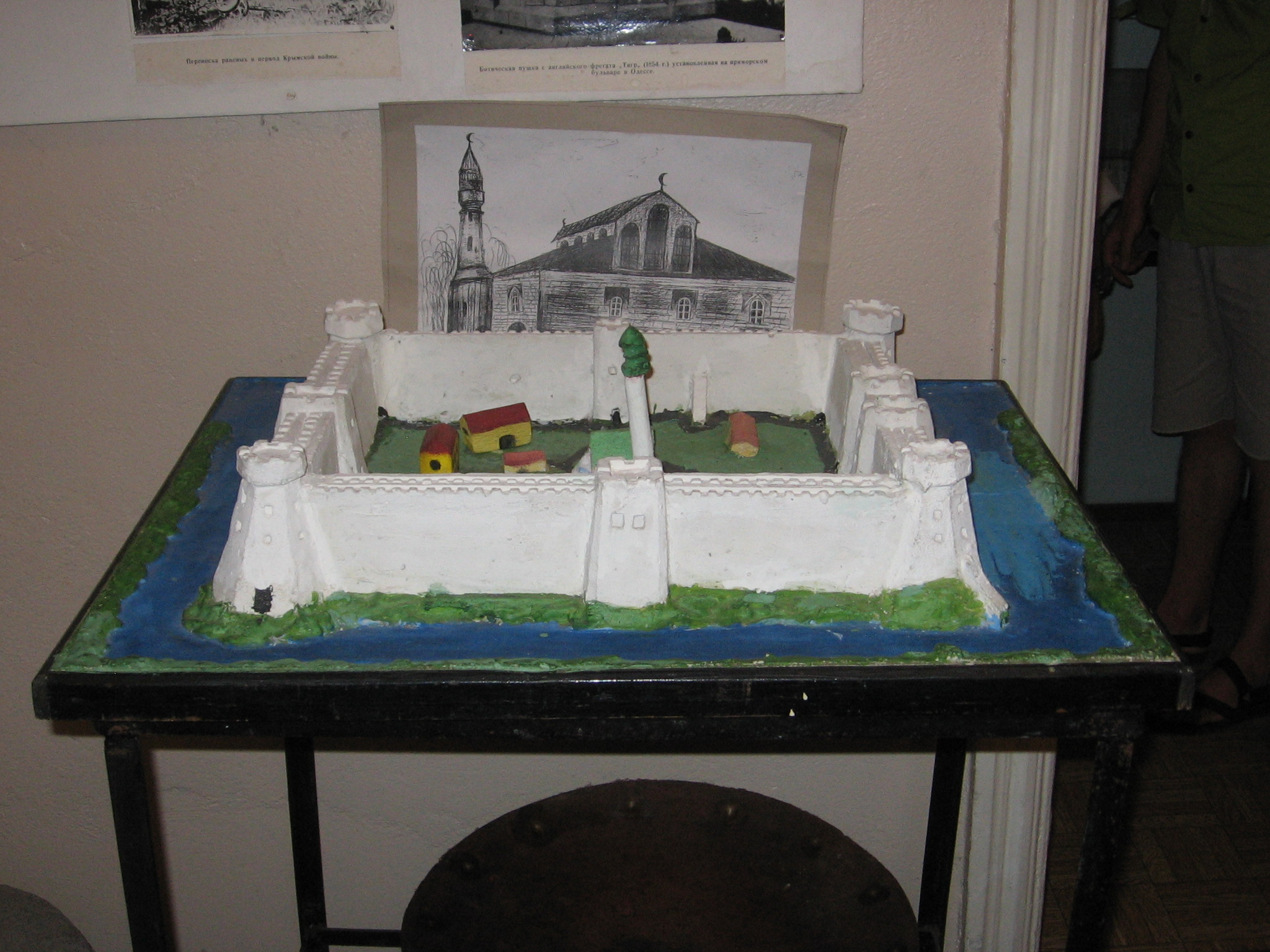
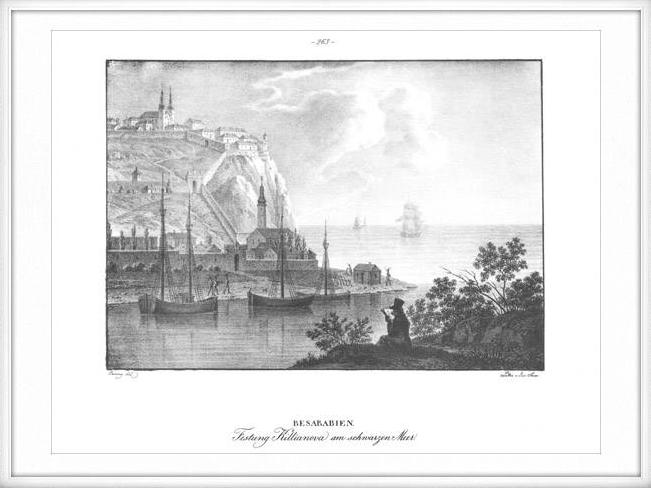
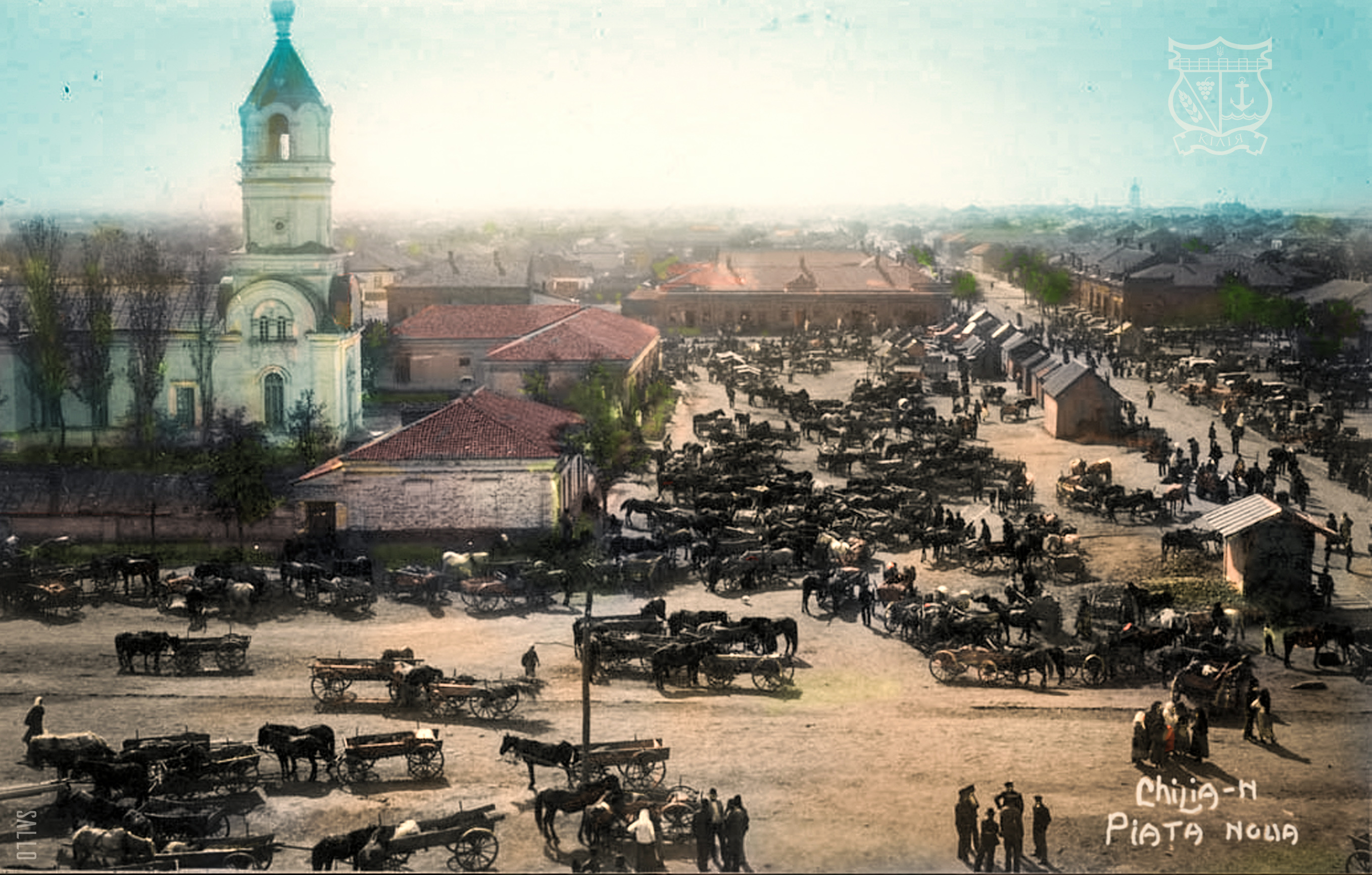